# 王英先
王英先（1920年—1993年9月23日），河北栾城县南高村人，中华人民共和国政治人物。

## 生平

### 民国时期
出生于一个普通农民家庭。1933年，在栾城西街第二完小读书时，受孙佐周影响，1934年开始参加中共地下党组织的革命活动。1937年10月11日，侵华日军侵占栾城。10月26日，王英先同本村四人打死两名日军军官。1938年6月，因此参加八路军，同年11月加入中国共产党。
抗日战争时期，他担任过八路军一二九师三八五旅的排长、指导员、教导员，豫西六支队副政委和中共嵩南县县委书记。1942年，荣获太行六分区头等战斗英雄称号。第二次国共内战时期，他曾任陕南军区三九团政委，湖北随枣县县委书记、江汉独立二师十一团政委。

### 共和国时期
中华人民共和国成立后，王英先任中共恩施县委书记。任内瓦解当地土匪武装，并经一年多的政治攻势和武装剿匪基本肃清。1956年8月，调黄河三门峡水利枢纽工程局，任浇筑分局党委书记。1957年4月13日，三门峡工程开工。1958年2月，在三门峡工程局党代会上，王英先代表筑坝分局提出“提前一年拦洪，提前半年发电，提前一年竣工”的倡议被大会通过。之后，王英先调任工程局局长、党委副书记，重点抓导流和溢流工程。
1960年初冬，王英先调任水利水电建设总局副局长。1961年8月，任广西桂林地委代理书记。1964年春，调中华人民共和国水利电力部任副部长、部党委成员。文化大革命期间，1969年，成立宁夏青铜峡五期干校，由他率队下放青铜峡。调查宁夏青铜峡水电工程局设计与施工、刘家峡工程等任务。不久调任西南三线、西北三线建设指挥部副主任，主管水电，负责龚嘴水电站工程改进，并选址修建东风电站和乌江渡电站。1968年，他又主抓了葛州坝的初期建设，起草了葛州坝十二条设计纲要。1979年5月18日，调任蚌埠接任淮河水利委员会主任；1980年正式任命，任至1981年3月。之后改任水利部顾问，1982年离职休养。
1993年9月23日，因病去世。